# Billy Corgan
William Patrick Corgan (ur. 17 marca 1967 w Chicago) – amerykański wokalista, gitarzysta i autor piosenek, najlepiej znany jako frontman grupy The Smashing Pumpkins.
Dziennikarz muzyczny Jim DeRogatis powiedział o nim, że „ze wszystkich pamiętnych artystów ery alternatywnej, [Corgan] był najbardziej tradycyjną gwiazdą rocka, ze wszystkimi wadami i zaletami wynikającymi z tego faktu”. Po rozpadzie grupy, razem z jej perkusistą, Jimmym Chamberlinem, założył krótko istniejący zespół Zwan. Następnie, po wydaniu solowego albumu i tomiku poezji, w 2005 roku ogłosił reaktywację The Smashing Pumpkins.

## Dzieciństwo i początki kariery
Corgan jest najstarszym synem Williama Seniora i Marthy Corganów. Ma dwóch młodszych braci: przybranego Jessego, niepełnosprawnego psychicznie i fizycznie, a także Ricky'ego, który jest malarzem. Rodzice Billy’ego szybko się rozwiedli, a jego ojciec ponownie się ożenił niedługo po tym wydarzeniu. Większość dzieciństwa spędził właśnie z ojcem i macochą w Glendale Heights w stanie Illinois. Nie był to szczęśliwy okres, głównie ze względu na bardzo złe stosunki między chłopcem a macochą. Przez wiele lat Billy musiał opiekować się swoim bratem Jessem. Uczęszczał do Glenbard North High School w miejscowości Carol Stream.
Corgan postanowił nauczyć się gry na gitarze po ujrzeniu u kolegi modelu Flying V. Dał swoje oszczędności ojcu, muzykowi jazzowemu, aby ten kupił odpowiedni sprzęt. Ten nabył mu używanego Gibsona Les Paula. Następnie starał się ukierunkować gust syna, zachęcając go do słuchania Jimiego Hendriksa i Jeffa Becka. Corgan okazał się jednak samoukiem, podobnie jak wielu współczesnych mu gitarzystów alt-rockowych. Po latach nauczył się jednak czytać nuty.
Corgan dorastał słuchając hard rocka i heavy metalu, między innymi grup Led Zeppelin i Black Sabbath, aby po jakimś czasie odkryć rock alternatywny poprzez Bauhaus, The Cure i The Smiths. Podczas uczęszczania do szkoły średniej zaczął grywać w zespołach. W 1985 roku przeniósł się do St. Petersburg na Florydzie wraz ze swoim pierwszym poważnym zespołem, The Marked, jednak ten po około dziewięciu miesiącach rozpadł się, a Corgan wrócił do swojego ojca w Chicago.

## The Smashing Pumpkins
W Chicago Corgan podjął pracę w sklepie muzycznym, gdzie spotkał gitarzystę Jamesa Ihę. Wspólnie zaczęli pisać piosenki, z konieczności korzystając przy tym z automatu perkusyjnego. Nieco później Corgan poznał basistkę D’arcy Wretzky, która po jakimś czasie dołączyła do grupy, nazwanej The Smashing Pumpkins. Trio zaczęło wkrótce pojawiać się w miejscowych klubach. Gdy członkowie próbowali zakontraktować występ w Cabaret Metro, znanej chicagowskiej hali koncertowej, jej właściciel postawił im warunek – znalezienie perkusisty. Ostatecznie jazzowy pałkarz Jimmy Chamberlin wszedł w skład zespołu dzięki rekomendacji jednego ze znajomych Corgana. 5 października 1988 zespół po raz pierwszy wystąpił w komplecie w Cabaret Metro.

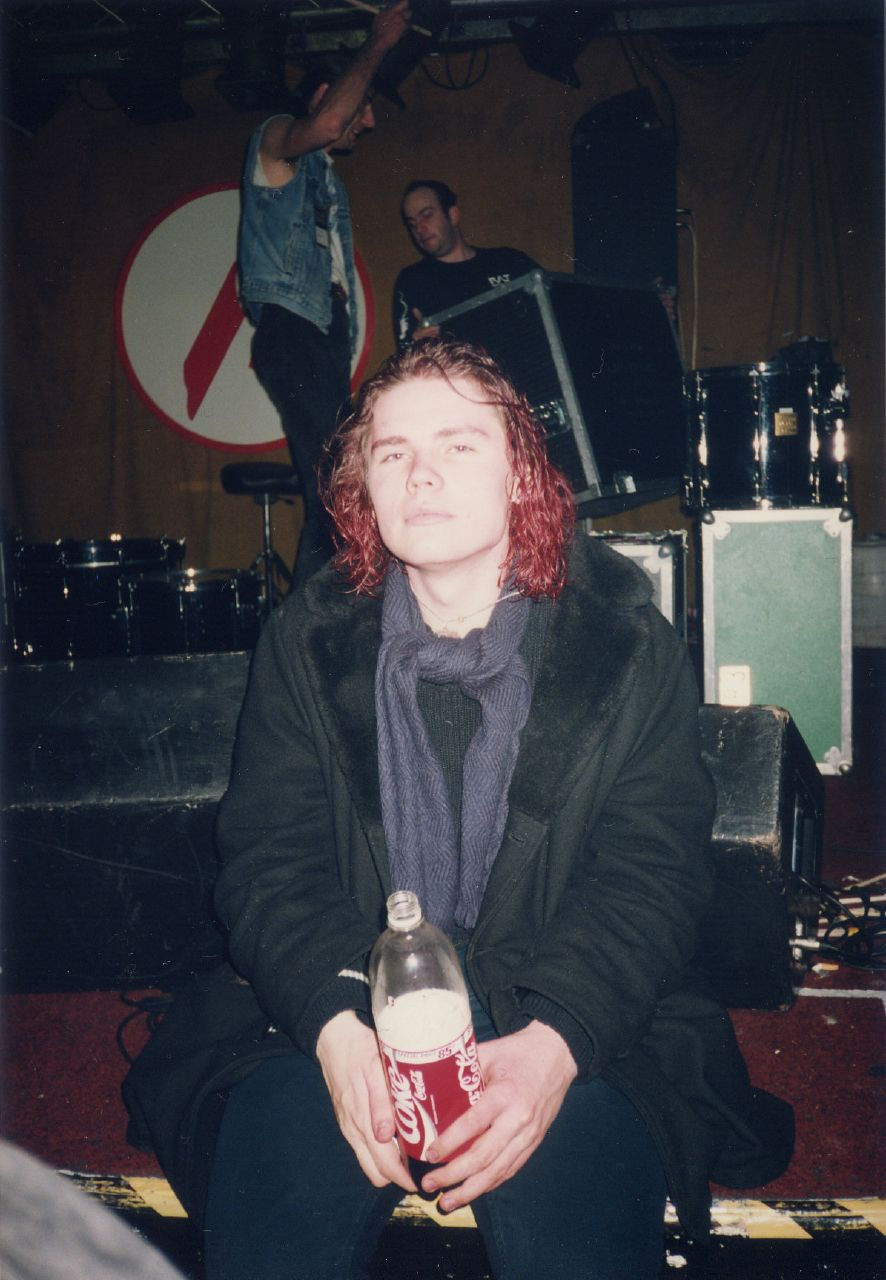
Billy Corgan po występie w roku 1992.

W roku 1991 wydany został pierwszy album grupy, Gish, ze brzmieniem mieszającym rock psychodeliczny i heavy metal. Dwa lata później w sprzedaży pojawiło się kolejne wydawnictwo grupy, Siamese Dream, które pozwoliło im zaistnieć w mainstreamie. W tym czasie zespół przechodził jednak poważne kryzysy wewnętrzne, zaś sam Corgan był opisywany przez prasę jako tyran, który posuwał się nawet do usuwania partii instrumentalnych nagranych przez pozostałych członków grupy i zastępowania ich własnymi. Frontman cierpiał w tym okresie na ciężką depresję, podczas pracy nad albumem praktycznie mieszkając w studio, nagrywając większą część ścieżek gitary i basu. Album został bardzo dobrze przyjęty przez krytyków, piosenki Today i Disarm stały się hitami, a teledyski do nich bardzo często pojawiały się na MTV.
W 1995 roku zespół wydał podwójny, trwający ponad dwie godziny album Mellon Collie and the Infinite Sadness, który odniósł jeszcze większy sukces od poprzednika, osiągając status dziewięciokrotnej platyny i zdobywając nominacje do siedmiu Nagród Grammy.
Podczas występu grupy w programie Saturday Night Live 11 listopada 1995 Corgan po raz pierwszy pokazał się publicznie z ogoloną głową – od tego czasu nigdy nie zapuścił włosów z powrotem. Przed tą drastyczną zmianą wokalista często zmieniał swoją fryzurę.
Podczas promującej album trasy koncertowej problemem stało się uzależnienie Chamberlina od heroiny. 12 lipca 1996 on i towarzyszący grupie keyboardzista Jonathan Melvoin przedawkowali w pokoju hotelowym w Nowym Jorku, co przeżył tylko Chamberlin. Reszta grupy podjęła decyzję o wyrzuceniu go z zespołu i zakończeniu trasy z zastępcami na miejscach perkusisty i klawiszowca.
Wydana w roku 1998 płyta Adore została nagrana przy pomocy zastępczych pałkarzy oraz automatów perkusyjnych w miejsce Chamberlina, a w zawartym na niej materiale widać było wyraźne wpływy muzyki elektronicznej. Gdy zespół nagrywał piosenki na nowy album, Martha, matka Corgana, zmarła na raka, a frontman poświęcił jej piosenkę „For Martha”. Adore spotkała się z przychylnością niektórych fanów i krytyków, ale wielu z nich uważało, że grupa zbyt wyraźnie odeszła od tego, co w jej muzyce było najlepsze i zaowocowało to sprzedażą nieco ponad miliona sztuk albumu, co było bardzo niskim wynikiem w porównaniu do 4,5 miliona sprzedanych egzemplarzy Mellon Collie.
W 1999 roku Chamberlin powrócił do zespołu, a rok później światło dzienne ujrzało kolejne wydawnictwo The Smashing Pumpkins, Machina/The Machines of God. Ponownie spotkał się on z mieszanymi uczuciami fanów i krytyków, rozchodząc się w jeszcze mniejszym nakładzie od poprzednika. Co więcej, pod koniec nagrywania grupę opuściła D’arcy Wretzky. Na czas trasy koncertowej zastąpiła ją basistka Hole, Melissa Auf der Maur.
Ostatnim albumem okazała się Machina II/The Friends & Enemies of Modern Music, z początku mająca być wydana jako podwójna płyta na wzór Mellon Collie, ale wytwórnia Virgin nie zgodziła się na taki ruch wobec spadającej popularności zespołu. Wobec tego album został rozpowszechniony za darmo w Internecie w postaci plików MP3.
The Smashing Pumpkins rozpadli się pod koniec roku 2000, grając swój ostatni koncert 2 grudnia w Chicago.

### Zwan
W roku 2001, Corgan założył zespół Zwan, w skład którego weszli poza nim Chamberlin oraz gitarzyści Matt Sweeney i David Pajo, a w roku 2002 także basistka Paz Lenchantin znana z A Perfect Circle. Powstały album, Mary Star of the Sea, spotkał się z dość przychylnymi recenzjami krytyków. Corgan i Zwan wzięli także udział w tworzeniu soundtracku do Spun, filmu Jonasa Åkerlunda. Mimo przychylnej opinii krytyki, zespół rozpadł się w połowie 2003 roku.

### Kariera solowa
Corgan zaczął umieszczać autobiograficzne posty na swojej stronie internetowej i w serwisie Myspace, mówiąc „Nie chcę już dłużej chronić ludzi, przez których cierpiałem”. 17 lutego 2004 zamieścił gorzką wypowiedź, w której obwinił gitarzystę, Jamesa Ihę o rozpad zespołu cztery lata wcześniej. Nazwał także D’arcy Wretzky „nikczemną narkomanką”. 3 czerwca Corgan przeprosił Ihę, pisząc, że „ogrom [sprawionego przez niego] bólu może się równać tylko ogromowi mojej wdzięczności”. Pod koniec 2004 roku Corgan wydał tomik poezji, Blinking With Fists. Mimo raczej negatywnych recenzji, książka zadebiutowała na liście bestsellerów New York Times, w pierwszym tygodniu sprzedaży będąc na szczycie notowania dla poezji.
W tym samym roku zaczął także karierę solową, początkowo tworząc akustyczne, folkowe piosenki związane z historią Chicago. Wkrótce jednak przystąpił do nagrywania albumu TheFutureEmbrace, łączącego brzmieniowo muzykę elektroniczną, shoegazera i rock alternatywny. Płyta została wydana 21 czerwca 2005 przez Reprise Records, spotykając się z mieszanymi uczuciami fanów i krytyków, rozchodząc się w zaledwie 69 tysiącach egzemplarzy. Podczas trasy promującej album, skromnej w porównaniu do tych z The Smashing Pumpkins czy Zwan, Corganowi towarzyszyli Linda Strawberry, Brian Liesegang i Matt Walker.

### Reaktywacja The Smashing Pumpkins
21 czerwca 2005, w dniu wydania swojego solowego albumu TheFutureEmbrace, Corgan zamieścił całostronne ogłoszenie w Chicago Tribune, w którym ogłosił swoje plany odrodzenia grupy. Na jego apel odpowiedział jednak tylko Chamberlin. 20 kwietnia 2006 na oficjalnej stronie zespołu pojawiło się oficjalne potwierdzenie reaktywacji. 22 maja 2007 grupa dała swój pierwszy występ od siedmiu lat, a jej nowymi członkami okazali się basistka Ginger Reyes oraz gitarzysta Jeff Schroeder, zastępujący odpowiednio Wretzky i Ihę. 10 lipca ukazał się nowy album grupy, Zeitgeist, debiutując na drugim miejscu w zestawieniu magazynu Billboard.

## Życie prywatne
Billy Corgan był narzeczonym Courtney Love zanim ta poznała i wyszła za Kurta Cobaina, frontmana Nirvany. W 1993 roku ożenił się ze swoją długoletnią znajomą Chris Fabian. Pojawiły się jednak plotki, jakoby Corgan i Love ponownie nawiązali romans tuż po śmierci Cobaina, podczas festiwalu Lollapalooza w roku 1994, w którym brali udział The Smashing Pumpkins. Artysta od 1995 roku pozostawał ze swoją żoną w stanie separacji, by ostatecznie rozwieść się w 1997. Corgan odmawiał dyskusji na ten temat w wywiadach, podkreślając, że to jedyny temat, na który nie będzie się wypowiadać. Opisał w końcu nieco szczegółów swojego małżeństwa w swoim blogu w roku 2005.
Pod koniec 1995 roku Corgan zaczął umawiać się z fotograf, Yeleną Yemchuk, która miała swój wkład w kilku teledyskach grupy i zaprojektowała grafikę w niektórych jej wydawnictwach. Pozostała ona narzeczoną Corgana do 2004 roku, a on sam napisał o niej utwór Stand Inside Your Love z albumu Machina/The Machines of God. Muzyk przyznał, że rozstanie z Yemchuk miało ogromny wpływ na teksty piosenek z jego solowego albumu, wydanego w 2005 roku TheFutureEmbrace.
Na początku 2006 roku Corgan wprowadził się do Courtney Love i jej córki, Frances Bean Cobain, zajmując dla siebie całe skrzydło w ich nowej rezydencji w Hollywood Hills. W latach 2010–2012 piosenkarz był w związku partnerskim z wokalistką zespołu The Veronicas – Jessicą Louise Origliasso.
Matka Corgana, Martha, umarła w 1996 roku. Poświęcony jej został utwór „For Martha”, zawarty na albumie Adore. Później artysta nazwał na jej cześć swoją wytwórnię, Martha's Music.
Corgan otwarcie przyznaje się do kibicowania drużynie bejsbolowej Chicago Cubs, a także koszykarzom Chicago Bulls i hokeistom Chicago Blackhawks. Zawiązał także bliskie znajomości z Dennisem Rodmanem i Chrisem Cheliosem. Corgan to także fan wrestlingu.
16 listopada 2015 urodził mu się syn z Chloe Mendel, Augustus Juppiter Corgan.

## Współpraca z innymi muzykami
Corgan zajął się produkcją albumów Rika Ocaseka, The Frogs, Catherine oraz Hole. Napisał także kilka piosenek zawartych na albumie ostatniej z tych grup, wydanym w 1998 roku Celebrity Skin. Pełnił także funkcję konsultanta podczas produkcji albumu Mechanical Animals Marilyna Mansona. Stworzył dodatkowo ścieżki dźwiękowe do trzech filmów: Okup (1996), Stygmaty (1999) i Spun (2002). Udzielał się wokalnie i na gitarze dla Tony’ego Iommi, Blindside, New Order i Marianne Faithfull, poza tym gościnnie użyczył swojego głosu w utworze „Loki Cat”, zawartej na albumie Life Begins Again grupy Jimmy Chamberlin Complex; z kolei sam Chamberlin zagrał na perkusji w piosence „DIA” z solowego albumu Corgana.
Obecnie Corgan współpracuje przy produkcji nowych albumów Courtney Love, Shirley Manson i grupy Scorpions.
W 2010 roku pomagał zespołowi The Veronicas, w tworzeniu nowej płyty.

## Porzucone projekty
Corgan często wspominał lub tworzył projekty, które do dziś nie ujrzały światła dziennego. W roku 1996 wspominał o planach występu The Smashing Pumpkins na koncercie z serii MTV Unplugged oraz wydaniu pochodzącego z niego nagrania. W 1998 wspominał o nagraniu solowego albumu akustycznego, sequela dla Vieuphorii, 29 maja 1998. Tuż przed rozpadem zespołu wyjawił także plany ponownego wydania wszystkich albumów The Smashing Pumpkins z dodatkowymi utworami. W tym czasie zamierzał także nagrać instrumentalną, prog rockową płytę z Jimmym Chamberlinem oraz Mikiem Garsonem. Ostatecznie, mimo wielu zapowiedzi, nie wydano jeszcze nagrania z ostatniego koncertu The Smashing Pumpkins w roku 2000 (później jeden z utworów, „An Ode to No One” zamieszczono na płycie DVD zawierającej teledyski grupy). Nie ukończono również serialu animowanego Glass and the Machines of God, choć fragmenty kilku odcinków wyciekły do sieci w 2003 roku. Nie trafiły do sprzedaży także żadne utwory Zwan niezawarte na płycie Mary Star of the Sea, choć Corgan przyznał, że powstało ich „mnóstwo”, z których niektóre być może nawet miały wejść w skład drugiego albumu grupy, „Djali Zwan”. W 2004 roku jego tomik poezji Blinking With Fists zawarł we wkładce informację, wedle której Corgan pracował nad powieścią, nie upowszechniono jednak żadnych jej fragmentów. Także wtedy ukazały się fragmenty jego autobiografii, The Confessions of Billy Corgan, ale prawdopodobnie i ona nie została ukończona. W tym samym czasie w kilku wywiadach muzyk zapowiadał stworzenie wydawnictwa ChicagoSongs, zawierającego kilka piosenek o tematyce związanej z jego rodzinnym miastem; ten pomysł prawdopodobnie został odłożony na później wobec rozpoczęcia pracy nad nowym albumem The Smashing Pumpkins, Zeitgeist.

## Styl i inspiracje
Zapytany w 1994 roku w wywiadzie dla Rolling Stone o swoje inspiracje muzyczne, Corgan odpowiedział: „Gdy miałem osiem lat usłyszałem nagranie Black Sabbath i to zmieniło moje życie na zawsze. To brzmiało tak zajebiście ostro, miażdżyło kości. Potrzebowałem tego uczucia. Bauhaus i The Cure to z kolei umiejętność tworzenia nastroju i zagęszczania atmosfery. Jimi Hendrix to umiejętność przetłumaczenia tego innego brzmienia gitary. Cheap Trick – to inspiracja wokalna. Chociaż Tom Peterson powiedział mi kiedyś, że Rick Nielsen nazwał nas niemelodyjnymi”.
Chociaż Corgan nie dorobił się wielkiej sławy jako gitarzysta, kilkukrotnie został doceniony pod tym względem. Greg Prato z AllMusic w recenzji kompilacji Pisces Iscariot napisał, że utwór „Starla” „udowadnia, że Corgan to jeden z najlepszych (i najbardziej niedocenianych) gitarzystów lat dziewięćdziesiątych”. Magazyn Rolling Stone nazwał zaś jego i całą grupę „bezlitosnymi wirtuozami”. W kręgu gitarzystów Corgan cieszy się dużym poszanowaniem. Napisał sześć artykułów dla magazynu Guitar World, zaś jego solówki w utworach „Cherub Rock” i „Geek U.S.A.” znalazły się na liście stu najlepszych solówek w historii opublikowanej przez tenże magazyn. Także w ramach owej współpracy przeprowadził wywiad z Eddiem Van Halenem, jednym ze swoich idoli, pod koniec lat dziewięćdziesiątych.
Jego charakterystyczny, nosowy głos często stanowi obiekt sporu wśród krytyków. Miami Herald określił jego głos „jednym z najbardziej irytujących głosów muzyki rockowej”.
Wiadomo także, że Corgan jest fanem grup Pantera i Metallica.
Do jego inspiracji literackich zaliczają się między innymi William S. Burroughs i Philip K. Dick.

## Dyskografia solowa

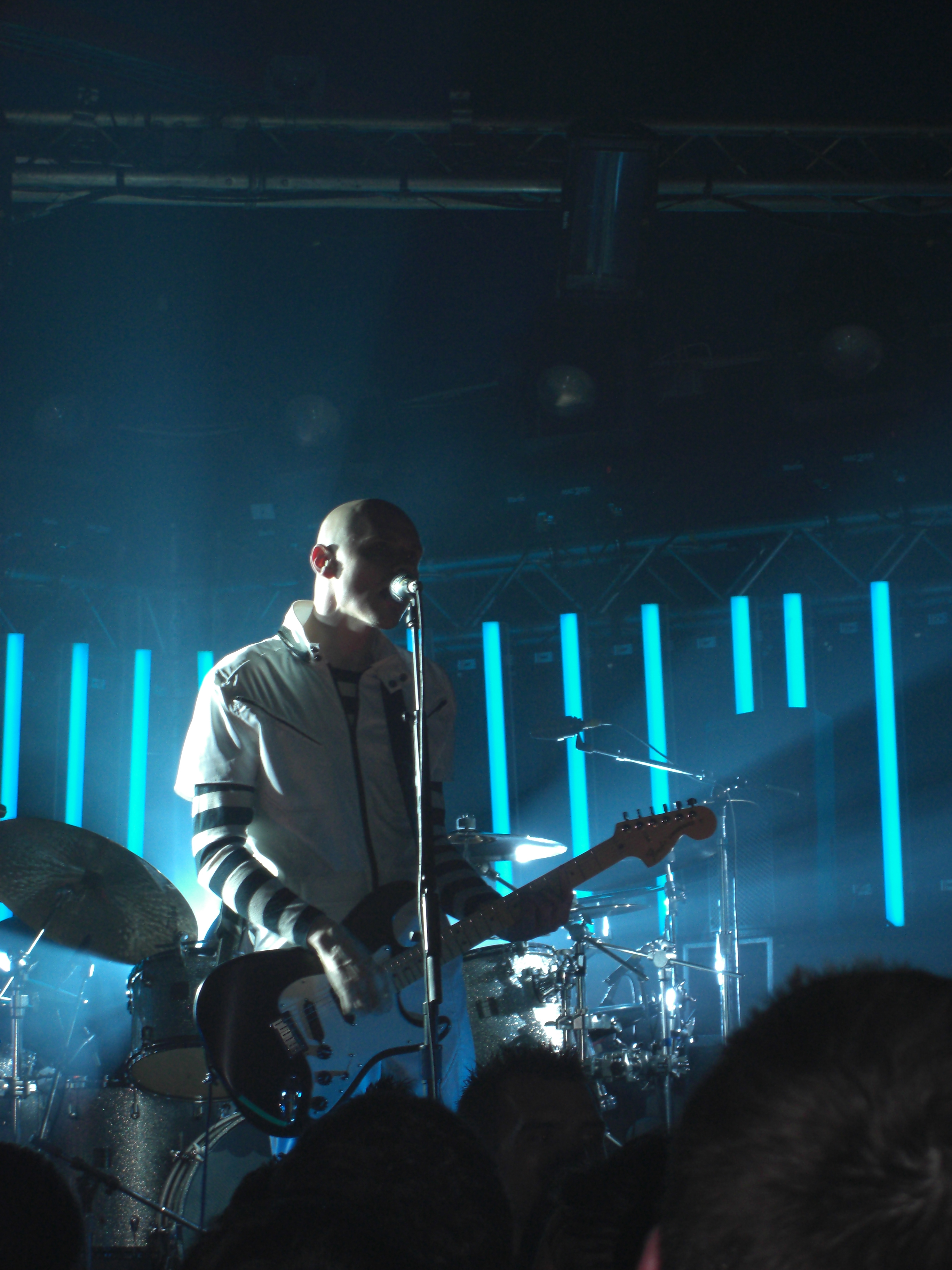
24 maja 2007, podczas występu w „den Atelier”

.

### Albumy
- TheFutureEmbrace (21 czerwca 2005)

### Single
- „Walking Shade” (13 czerwca 2005) #74 UK

### Soundtracki
- 1996 Okup
- 1997 First Love, Last Rites
- 1999 Stygmaty
- 2002 Spun
- 2006 Dance of the Dead (odcinek Masters of Horror)
- 2007 When a Man Falls in the Forest
- 2008 Gra komputerowa Grand theft auto IV (utwór 1979 znalazł się w jednej ze stacji dostępnych w grze)
- 2008 Gra komputerowa Guitar Hero World Tour (utwór 1979 znalazł się jako jedna z piosenek dostępnych w grze)

## Filmografia
- Rush: Beyond the Lighted Stage (2010, film dokumentalny, reżyseria: Sam Dunn, Scot McFadyen)[33]